# Volvo

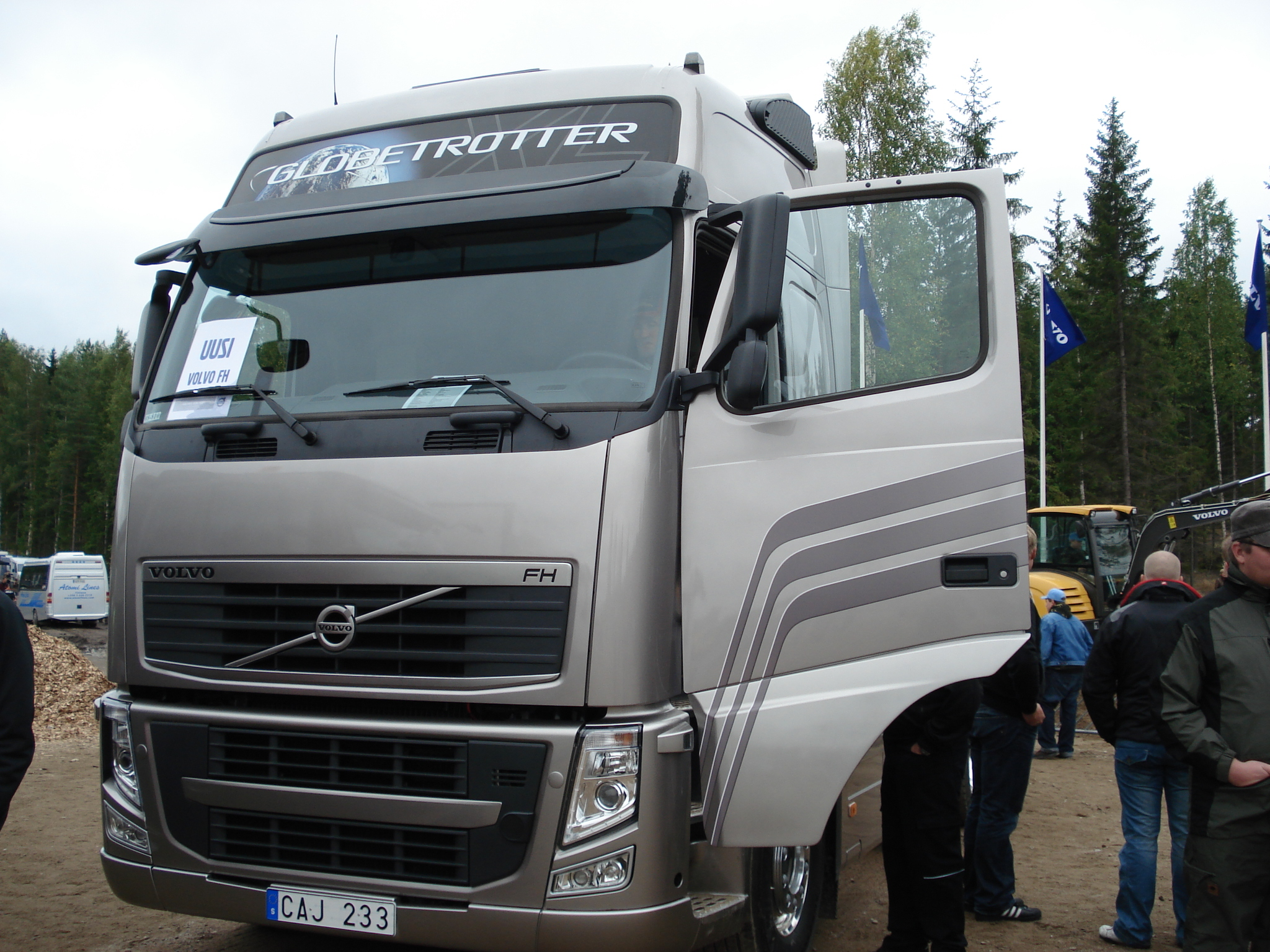
Volvo Globettroter FH

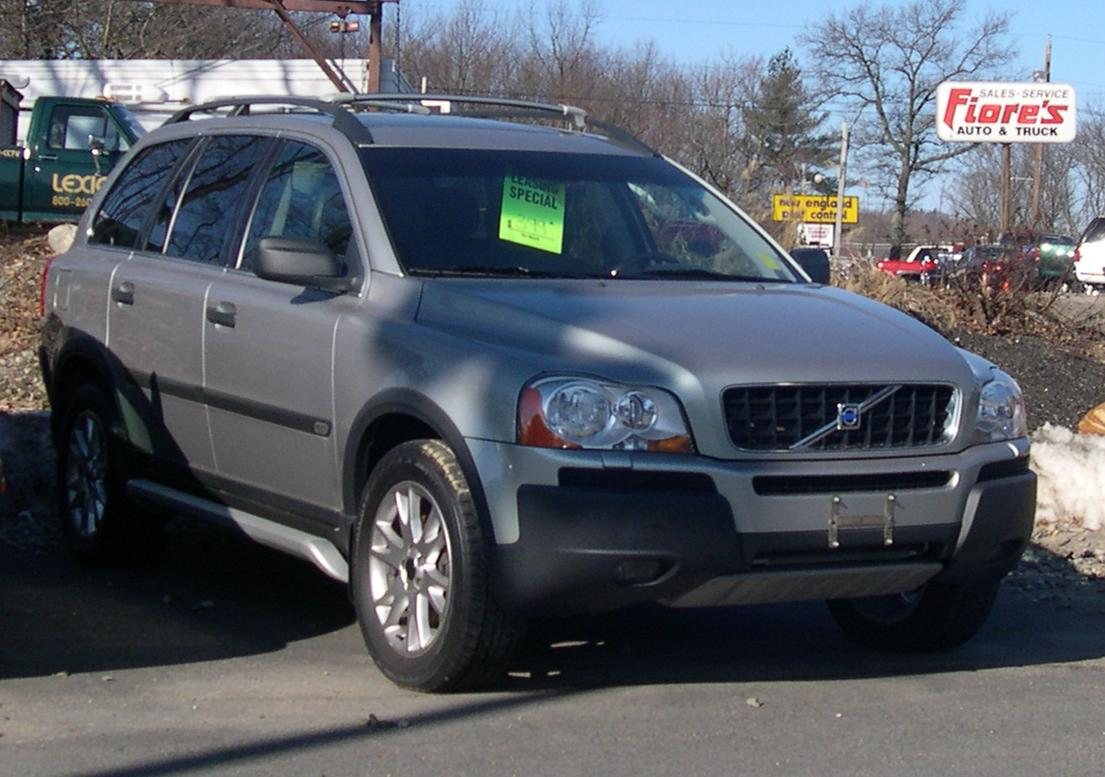
Volvo XC90 SUV 4x4

Grupul Volvo (în suedeză Volvokoncernen; în mod legal Aktiebolaget Volvo, prescurtat în AB Volvo, stilizat ca VOLVO) este o corporație multinațională de producție suedeză cu sediul în Göteborg.
A fost fondată pe 14 aprilie 1927 când prima mașină, poreclită "Jakob", a părăsit porțile fabricii din Göteborg, Suedia.
Numele Volvo a fost considerat un bun trademark pentru o companie de rulmenți și pentru o companie de automobile.
Simbolul Volvo este un semn străvechi pentru fier. Semnul fierului a fost folosit pentru a simboliza puterea fierului folosit pentru a construi mașinile, Suedia este cunoscută pentru calitatea fierului. Bara diagonală de fier a fost folosită în principiu pentru a fixa simbolul cercului cu săgeată pe radiator.
În anul 2010, Volvo a vândut 373.000 de unități la nivel mondial. În august al aceluiași an, grupul chinez Geely a cumpărat compania Volvo cu 1,5 miliarde de dolari de la Ford.
În 2021, marca Volvo a livrat în România 1006 autoturisme, în creștere cu 37% față de 2020, iar 94% din vehiculele Volvo vândute în țară sunt electrice. 

## Istorie

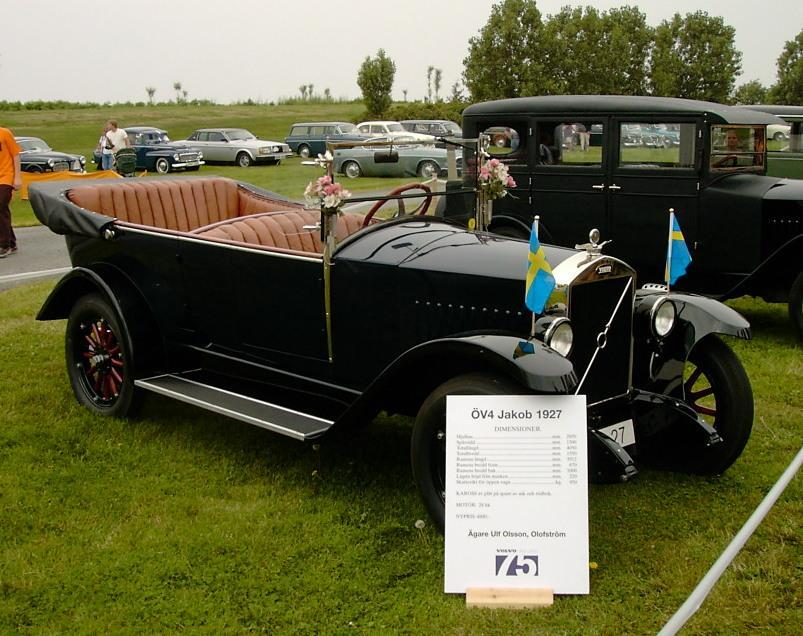
Volvo ÖV4

Fondată de Assar Gabrielsson și Gustaf Larson, compania a fost lansată bazându-se pe două idei, calitate și siguranță, ambele având o importanță foarte mare în ceea ce privește construcția automobilelor, lucru care poate fi spus și în cazul mașinilor fabricate de Volvo în zilele noastre.
Prima mașină construită de compania suedeză a fost produsă în două variante, cu acoperiș închis și cabrio, noul model având un motor cu 4 cilindri și a fost denumit ÖV4 respectiv PV4, care au fost construite să înfrunte clima dură a Suediei, după aceea au fost construite modele care urmau să fie exportate în Statele Unite. Ambele având simbolul suedez al fierului atașat de o bară metalică montat diagonal pe grila din față a mașinii – un alt aspect al moștenirii companiei Volvo care poate fi observat și pe modelele contemporane.
În 1929 modelul PV651 a fost introdus cu un motor de 6 cilindri care a fost mai lung și avea un ampatament mai larg decăt modelul „Jakob”. Succesul acestui model a ajutat la achiziționarea companiei care furniza motoarele pentru Volvo și a ajutat la achiziționarea primei fabrici. Deja la sfârșitul anului 1931 compania a ajuns să returneze dividende acționarilor.
Numărul de mașini produse de Volvo a ajuns la 10.000 de exemplare în 1932 și la scurt timp după acestă realizare dealerii Volvo au cerut companiei să proiecteze o mașină mai ieftină pentru popor. Aceasta a fost modelul PV 51 din 1936, similar în design cu modelul mai scump PV 36, fiind mai mic în mărime și având dotări mai slabe ca acesta.
Cel de al doilea Război Mondial a limitat semnificativ producția companiei, dar în toamna anului 1944 compania Volvo a lansat unul dintre cele mai cunoscute și semnificative modele ale fabricii, modelul PV444, prima mașină “mică” produsă de Volvo, cu un stil care combina stilul american cu mărimi europene și care a cunoscut un succes instant. Modelele PV444 și PV544 aveau să domine producția Volvo în mijlocul anilor 1960 și erau primele modele care au ajutat compania să capete în anii '50 o proporție din importanta piață a Statelor Unite.
Un alt model popular a fost modelul Volvo 120 introdus în 1956 frecvent numit Amazon.
Caracteristici de siguranță și protecție în cazul accidentelor au fost factori cheie în producția autoturismelor acest lucru fiind mărit mai departe în 1959 când modelele Amazon și PV544 au fost echipate cu centuri de siguranță cu prindere în trei puncte. Invenție folosită pentru prima dată inventată de inginerul șef al diviziei de siguranță Nils Bohlin de la Volvo.
Prima mașină de sport de la Volvo a fost modelul P1800 prezentat în 1960. Considerat de mulți ca fiind o mașină bună de condus cu liniile unei coupé aerodinamic. Modelul P1800 a devenit celebru grație serialului TV “The Saint” cu Roger Moore la volanul mașinii.
În anul 1964 Volvo a deschis porțile unei noi fabrici de producție situata în Torslanda, Suedia, capabilă să producă 200.000 de modele pe an. În 1966 modelul 140 a fost introdus în varianta saloon și mai târziu a fost prezentă și varianta estate. Modelul 140 ajutând compania să-și păstreze poziția pe piața autoturismelor.
Au fost continuate inovații pe plan de siguranță și protecție a mediului de către Volvo, dezvoltând idei noi ca de exemplu zona de compresie care absoarbe șocul în cazul unui impact, scaune pentru copii montate în sens invers cu direcția mersului, coloană de direcție rabatabilă în cazul unui impact, protecția în cazul unui impact lateral și convertor catalitic cu trei căi cu Lamdasond fiind introduse de Volvo spre sfârșitul anilor 1960 și începutul anilor 1970.
Gama Volvo 240 a înlocuit modelul 140 cu nivele mai ridicate de siguranță și calitate. La modelul 240 s-a adăugat și modelul mai mic fabricat în Olanda, Volvo 340. Cu ajutorul acestor modele, compania Volvo a produs mai mult de 4 milioane de mașini la sfârșitul anului 1970.
La rândul ei, seria 700 introdusă în anul 1982 a ajutat firma Volvo să facă un nou pas spre piața exclusivă a mașinilor de calitate înaltă. Mai târziu seria 340 a fost înlocuit de seria 400 care a câștigat respect pentru capabilitatea pe drum și siguranță, având un interior destul de spațios.
În iunie 1991 un Volvo complet nou și diferit a fost lansat pe piață. Seria 850 a fost prima mașină de lux de la Volvo cu tracțiune pe față și motor transversal cu cinci cilindri. Calitatea înaltă a siguranței, combinată cu plăcerea adevărată de a conduce, oferită de acest model a dus la obținerea de multe premii independente câștigate de Seria 850.
În 1993 propunerea pentru o eventuală unire cu compania Renault a fost anulată în ultimul moment lăsând Volvo drept unul dintre ultimii producători independenți de autoturisme. Acest lucru a însemnat un punct important pentru compania Volvo ale cărei planuri au fost afectate și a pavat drumul spre noua strategie dinamică a companiei prin prezentarea celor două modele noi, Volvo S40 și V40 care reprezentau noua generație cu un design mai rotund și mai plăcut.
Acestea ca și modelul Volvo C70 coupé și convertibilă (varianta decapotabilă) care au fost prezentate mai târziu în același an, erau mașini care combinau valorile de siguranță impuse de modelele anterioare, de moștenirea și ideologia Volvo cu protecția mediului, adăugând un stil sporty, eleganță și un design și inginerie captivantă.
Împreună cu seria Volvo S80 sedan din 1998 și seria V70 wagoon din 1999, toate aceste inovații și elemente de design au fost contopite în mașini.
Între anii 1927 și 31 decembrie 2007 Volvo a produs 14.937.411 de automobile.